# Arpke

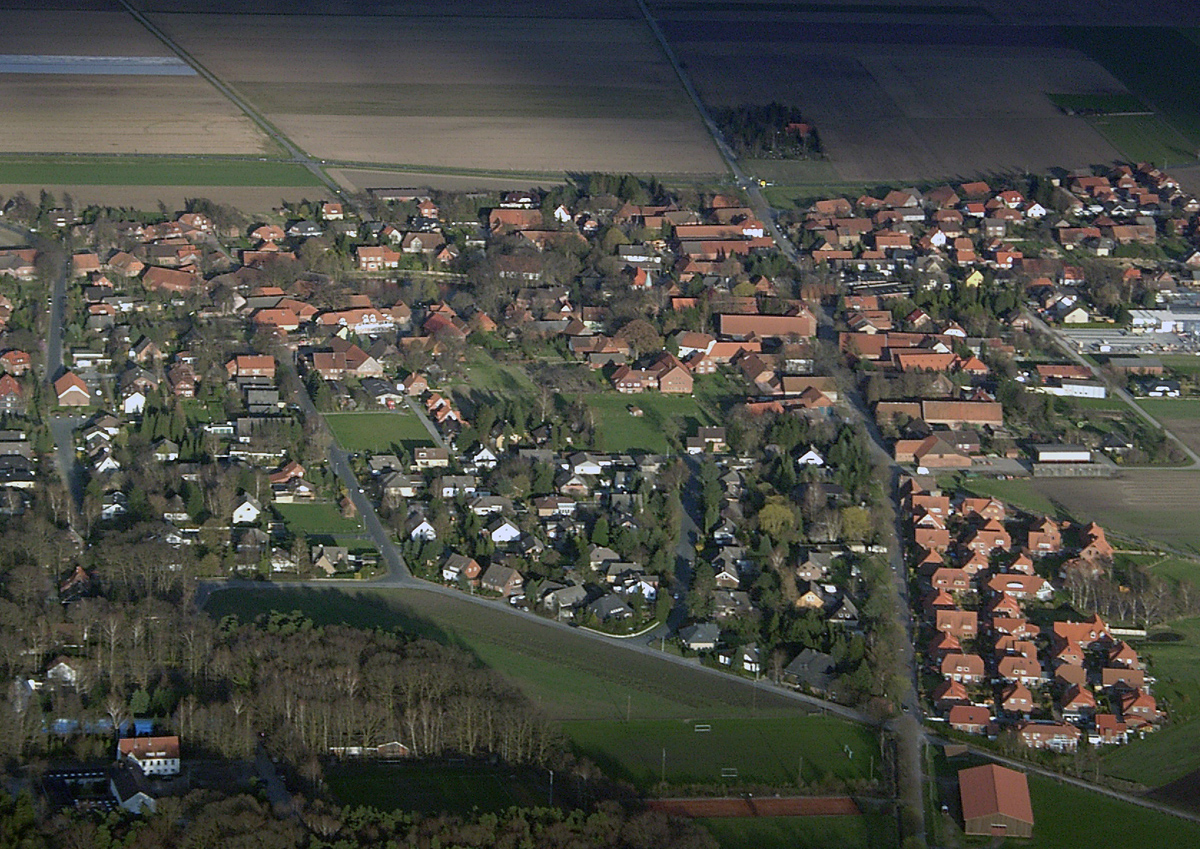
Luftbild von Arpke in östlicher Richtung

Arpke (niederdeutsch Orpke) ist ein Ortsteil der Stadt Lehrte in der Region Hannover in Niedersachsen. Arpke verfügt über einen alten Dorfkern mit Teich.

## Geografie
In einer ehemaligen Tongrube südlich von Arpke, die durch eine Ziegelei ausgebeutet wurde, wurden die Mineralien Aragonit, Asphalt, Baryt, Calcit, Gips, Markasit, Pyrit, Sphalerit und Siderit gefunden.
Naturräume

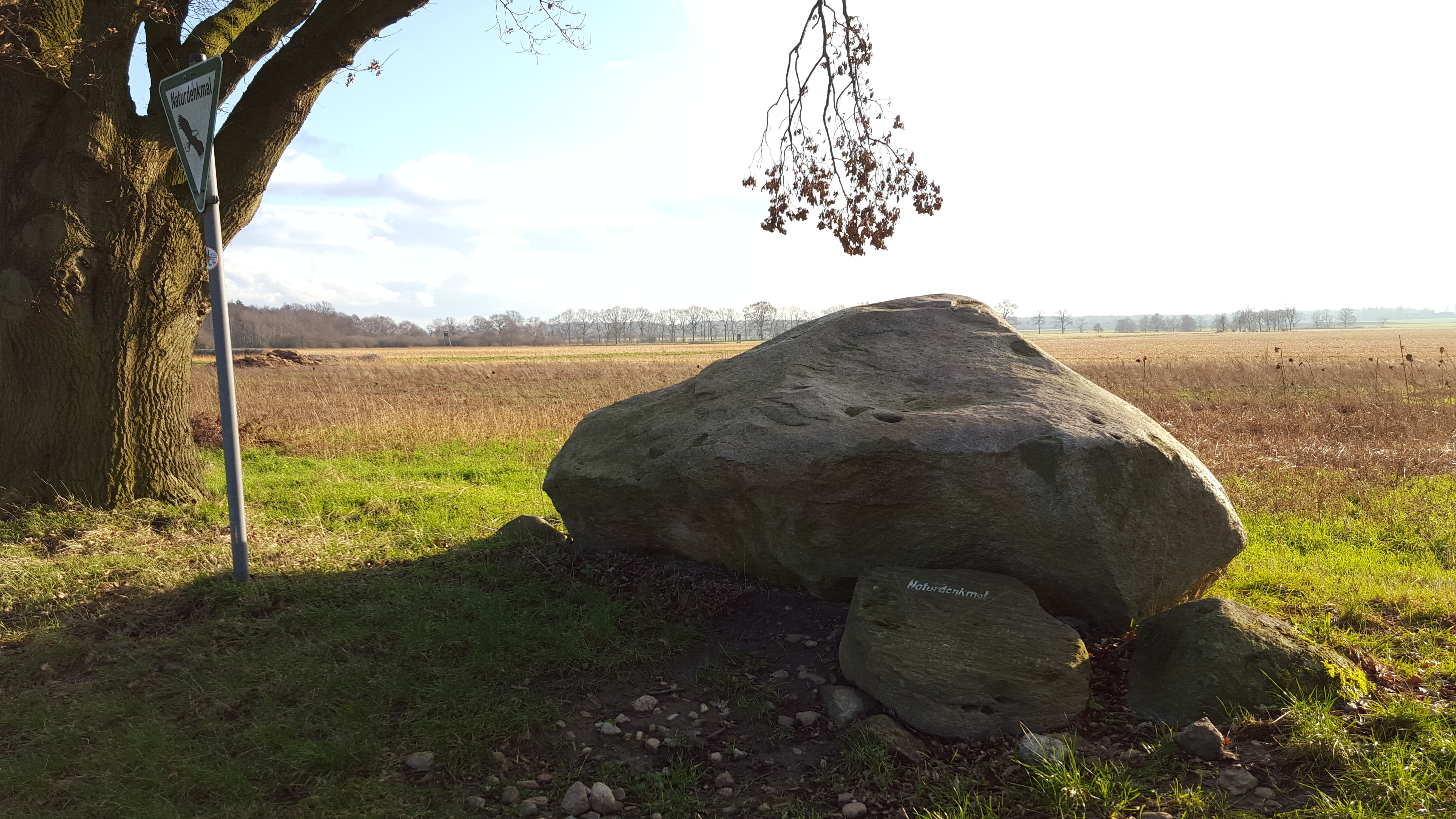
Der Schrölingsstein, ein Findling und Naturdenkmal nördlich von Arpke

Am westlichen Rand geht Arpke in ein Wäldchen, den Hainhop, über. Südwestlich existiert ein weiterer kleiner Wald namens Scharel. Er besteht aus einem breit gefächerten Mischwald mit heimischen Arten von Buchen, Eichen, Ahornen und diversen Nadelgehölzen. Südlich von Arpke liegt der Hämelerwald am Rande des gleichnamigen Lehrter Ortsteils. In den Wäldern lebt unter anderem Schwarzwild. Nördlich von Arpke erstreckt sich ein ausgedehntes Waldgebiet, das Landschaftsschutzgebiet Burgdorfer Holz. Dort liegt auch der Schrölingsstein, ein Findling und Naturdenkmal.

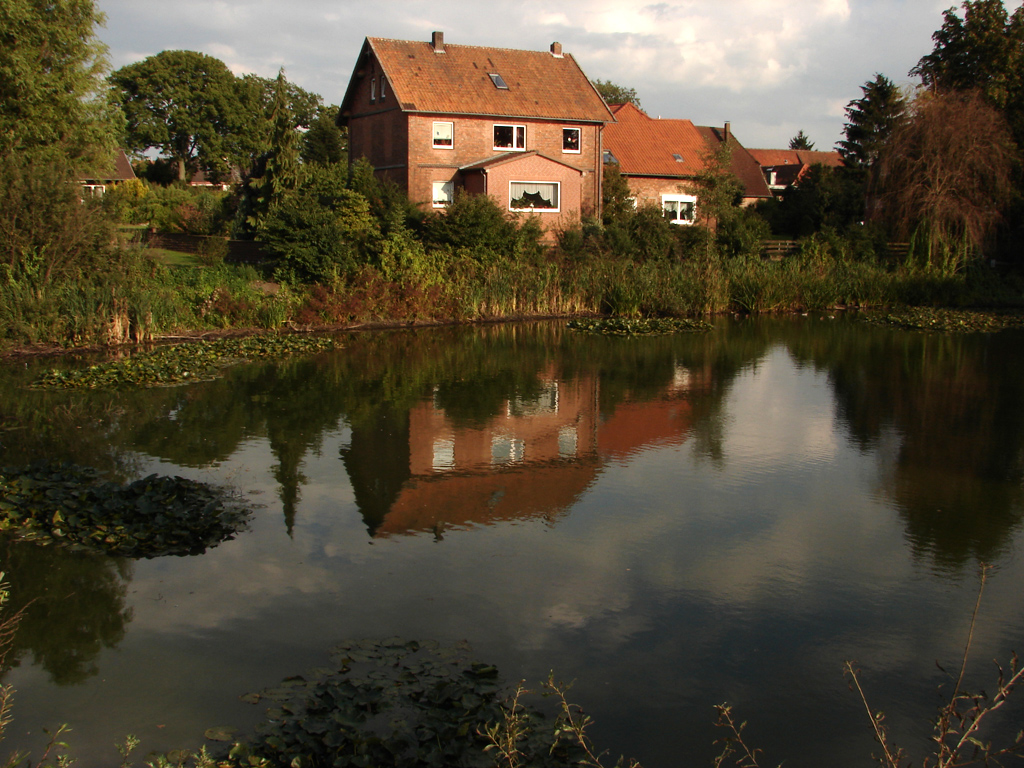
Blick über den Arpker Dorfteich

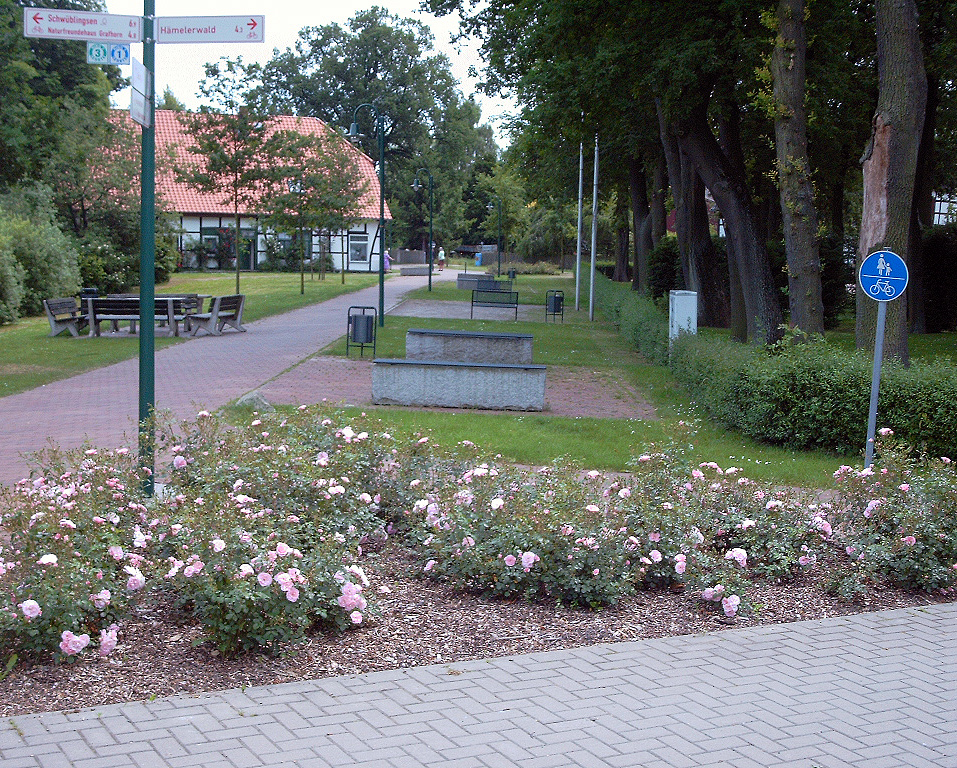
Der Fußweg am Arpker Dorfteich

Inmitten des Altdorfes liegt ein Dorfteich, der in der Eiszeit entstand. Im Zuge des Landstraßenbaus von Sievershausen nach Immensen Anfang des 20. Jahrhunderts wurde rund ein Drittel des Teiches mit Erde verfüllt. Seit dem Bau der Umgehungsstraße ist dieses Stück der Alten Dorfstraße ein Fußweg mit Sitzgelegenheiten (siehe Bild). Am Teich lassen sich unter anderem zwei Schildkröten und Graureiher beobachten, nächtens fliegen Fledermäuse, und Waldohreulen, Störche sowie Falken haben Brutplätze im Dorf.
1978 wurde ein Horst für Störche auf das Dach der ev.-luth. Kirche zum Heiligen Kreuz gebaut. 1993 brütete dort erstmals ein Paar, seit 2000 ist der Horst alljährlich belegt. 2007 starben alle drei Jungtiere, 2008 zwei von vier, 2009 eins von vier. Dies ist auf klimatische Bedingungen und die Ernährungslage zurückzuführen.

## Geschichte
Bisher wurde Arpke erstmals in der Urkunde von 1250 erwähnt, ist aber bereits 1166 aktenkundig geworden (gemäß Privatarchiv E. Strelow, Arpke). Innerhalb der Reihe der Monumenta Germaniae Historica Scriptores T16 befindet sich ein Schriftstück, in dem es heißt, dass im Jahr 1166 unter anderem „Unum mansum in Arebeke per judicium aquae frigidae recuperamus“. Übersetzt: „Durch das Gericht des kalten Wassers“ erwerben wir eine Hufe in Arebeke zurück. Da in diesem Fall die Rechtslage nicht klar war, kam es zu einer Gerichtsverhandlung über die Abgaben und Hufe in Arpke. Nutznießer dieser Entscheidung war das Kloster in Steterburg (westlich von Wolfenbüttel).
Zwischen Arpke und Sievershausen fand 1553 die Schlacht bei Sievershausen statt. Dies war eine der blutigsten Schlachten auf dem Gebiet des heutigen Niedersachsens, mit rund 30.000 Beteiligten. Dabei kamen etwa 4000 Mann um, die in einer Senke, der Heldekuhle, nahe Arpke beigesetzt wurden.
An Arpke führte die Peiner Heerstraße vorbei, die Hannover mit Braunschweig verband und weiter nach Berlin führte. Bereits im Jahr 1616 ist die Arpker Relaisstation im Erbregister und Lagerbuch des Amtes Meinersen erwähnt. Neben Waren passierten auch Herrscher diese wichtige Verkehrsverbindung, so beispielsweise Friedrich der Große am 18. Juni 1763 auf dem Weg nach Potsdam. Zehn Tage später kam sein Gefolge hinterher. Letzteres benötigte 65 Reit- und Wagenpferde, so dass neben den 20 eigenen Relaispferden auch aus dem Dorf Spanndienste angefordert wurden. Nach mehr als 300 Jahren stellte das Relais 1925 seine Dienste ein. Heute erinnert ein Gedenkstein in der Schmiedestraße an das Relais.
Die Einrichtung einer Schulstelle in Arpke kann nicht genauer datiert werden. Für 1640 sind eine Schenkung und die Errichtung des ersten Schulgebäudes belegt. Mit der Schulstelle waren auch kirchliche Aufgaben verbunden, so seit 1666 der Schließdienst für die Kapelle und seit 1682 der Läutedienst. Zum Teil war der Lehrer auch mit Gottesdiensten und Beerdigungen betraut. 1777 wurde an der gleichen Stelle nahe der heutigen Kirche das Schulhaus mit Lehrerwohnung (Wohnstube, drei Kammern, Keller, Kuh- und zwei Schweineställen) neu erbaut. 1895 beschloss der Schulvorstand, im Norden des Ortes ein neues Schulgebäude mit zwei Räumen zu errichten, da die Schülerzahlen stark gestiegen und das Schulhaus zu klein geworden waren. Schulmeister und Organist Franz Wrede, der seit 1864 in Arpke unterrichtete, verstarb am 11. März 1900 beim sonntäglichen Orgelspiel. Schon 1921 musste die Schule auf vier Klassen erweitert werden, die zunächst in den beiden Schulräumen unterrichtet wurden. 1962 wurde die heute genutzte Grundschule Im Hainhoop errichtet. 1958 fanden im Arpker Waldbad die deutschen Bestenkämpfe der Vereine ohne Winterbad im Wasserball statt.
Zur Gebietsreform in Niedersachsen wurde Arpke am 1. März 1974 in die Stadt Lehrte eingegliedert.

## Religion

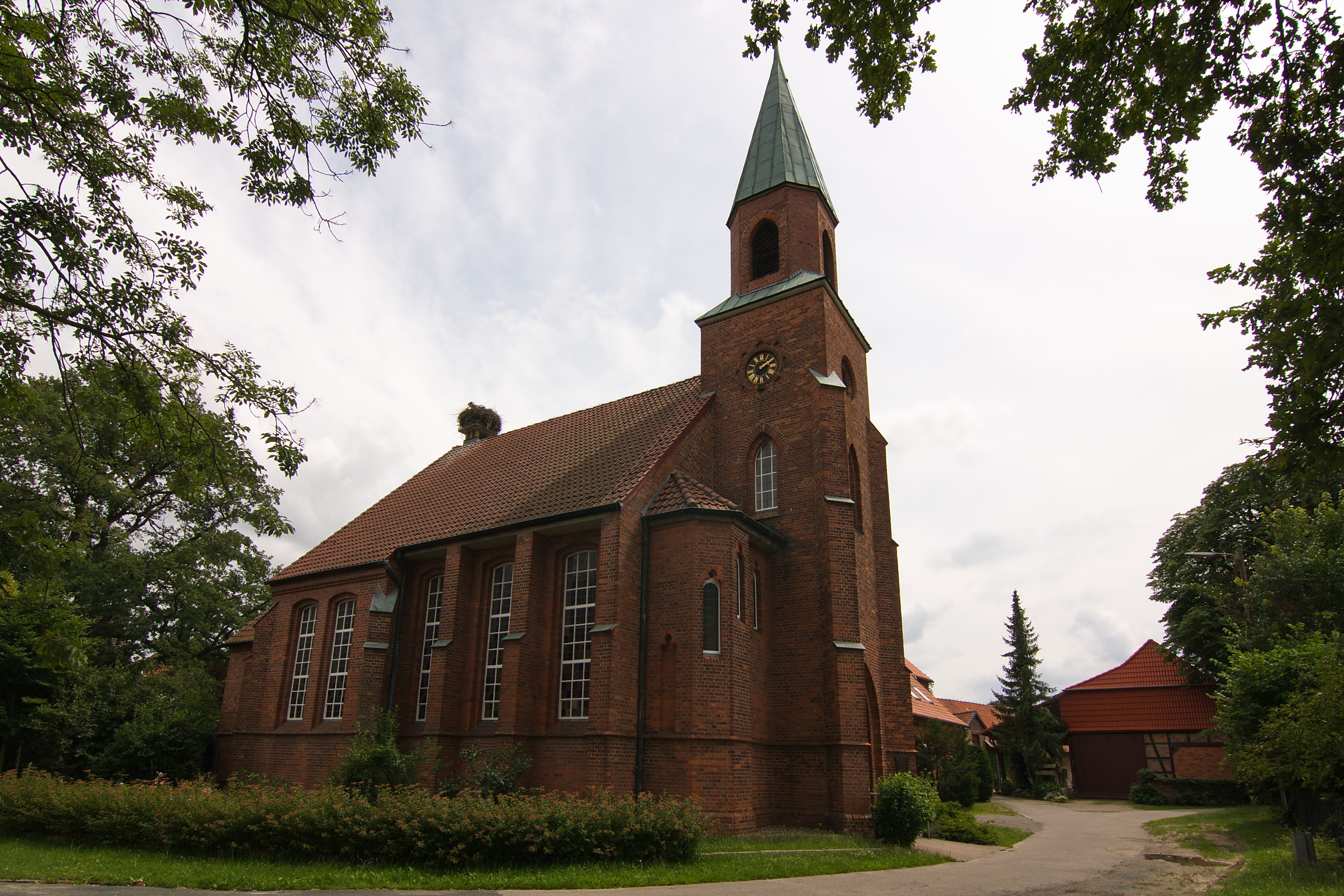
Arpker Kirche „Zum heiligen Kreuz“

In Arpke gibt es drei evangelische Kirchengemeinden: die Evangelisch-lutherische Kirchengemeinde „Zum Heiligen Kreuz“ (Teil der Evangelisch-lutherischen Landeskirche Hannovers), die Evangelisch-lutherische Apostelgemeinde (Teil der Selbständigen Evangelisch-Lutherischen Kirche) und die Evangelisch Freikirchliche Gemeinde Arpke (zum Bund Evangelisch-Freikirchlicher Gemeinden K.d.ö.R gehörend).

## Politik

### Ortsrat
Der Ortsrat von Arpke setzt sich aus sieben Ratsmitgliedern zusammen. Im Ortsrat befindet sich zusätzlich ein beratendes Mitglied (BÜNDNIS 90/DIE GRÜNEN).
| Partei / Liste        | Sitze 2021 | Sitze 2016 |
| SPD                   | 3          | 3          |
| CDU                   | 2          | 3          |
| BÜNDNIS 90/DIE GRÜNEN | 1          | 1          |
| FDP                   | 1          | -          |

(Stand: Kommunalwahl 12. September 2021)

### Ortsbürgermeister
Der Ortsbürgermeister ist Klaus Schulz (SPD). Sein Stellvertreter ist Kurt Nelles (BÜNDNIS 90/DIE GRÜNEN).

### Wappen
Der Entwurf des Kommunalwappens von Arpke stammt von dem Heraldiker und Grafiker Alfred Brecht, der zahlreiche Wappen in der Region Hannover erschaffen hat. Die Genehmigung des Wappens wurde am 17. November 1955 durch den Niedersächsischen Minister des Innern erteilt.
| Wappen von Arpke | Blasonierung: „Auf silbernem Schild ein blauer Wellenbalken und darüber ein rot-bewehrter, schwarzer Adler.“ |
| Wappen von Arpke | Wappenbegründung: Im Rückblick auf die nicht bis in die letzten Phasen erforschte Geschichte des Dorfes Arpke, dessen Name sich von „aar – beeke“ = Adlerbach, ableitet, ist die Verpflichtung zur Vergangenheit für die Wahl des Wappens bestimmend gewesen. Die sprechenden Symbole: „Adler“ und „Bach“ sollen für die Gemeinde die glückliche Verbindung vom Einst zur Gegenwart und erst recht für die Zukunft sein. |

## Kultur und Sehenswürdigkeiten

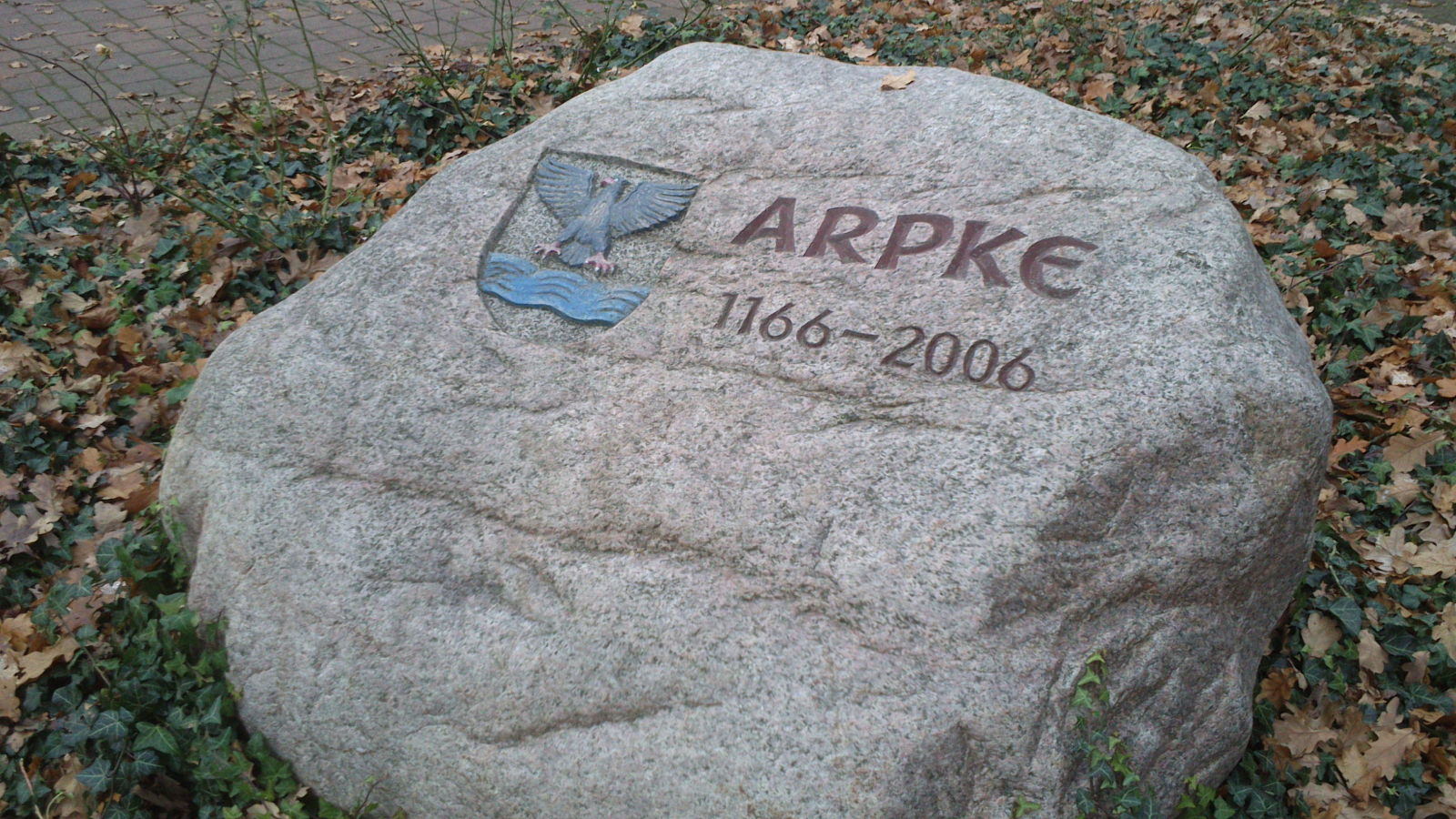
Gedenkstein

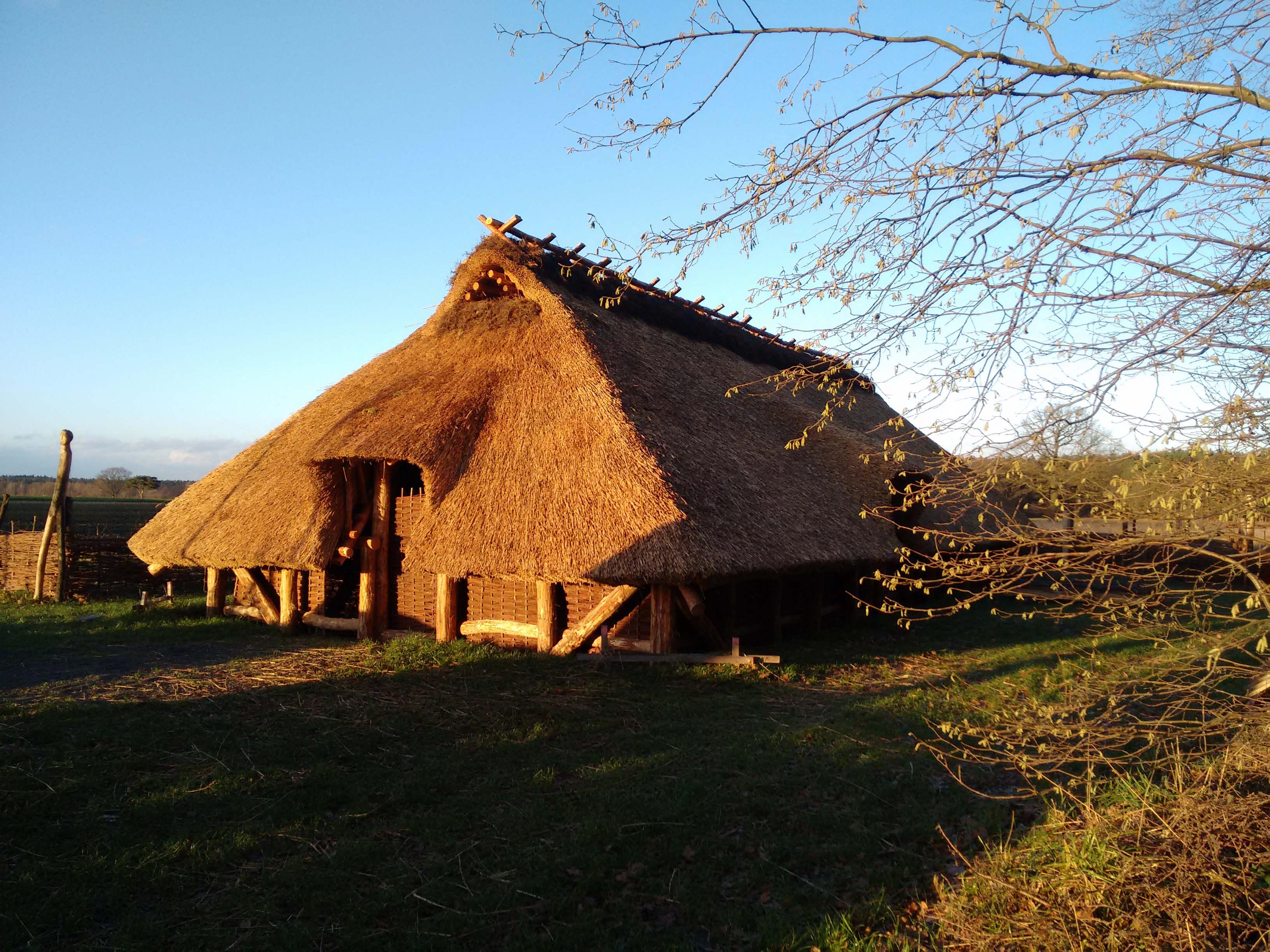
Freilichtmuseum mit Wohnstallhaus aus der Eisenzeit

- Die Kirche „Zum Heiligen Kreuz“, nahe dem Dorfteich gelegen, entstand von 1857 bis 1859 nach einem Entwurf des hannoverschen Baumeisters Conrad Wilhelm Hase im neugotischen Stil als Nachfolgebau einer jahrhundertealten Kapelle. 1964 musste sie aufgrund von Holzwurmbefall und weiteren Schäden aufwendig saniert werden. In diesem Zuge wurde der gesamte Bau unter der Leitung des Hildesheimer Architekten August Albert Steinborn entsprechend dem Zeitgeschmack von neugotischen Stilelementen bereinigt. Zum 1. Januar 1969 wurde die Kirchengemeinde – bis dahin Teil der St.-Martins-Kirchengemeinde Sievershausen – eigenständig. Zur Gemeinde gehört der etwas südlich des Kirchbaus gelegene Alte Friedhof, der bereits seit mehreren Jahrzehnten nicht mehr neu belegt wird.
- Die Apostelkirche wurde 1883 von der Gemeinde auf dem Grundstück Hauptstraße 34 gebaut. Die selbständige Gemeinde hatte sich ab 1876 aus der landeskirchlichen Gemeinde in einem längeren Prozess abgespalten.
- In der Alten Dorfstraße, direkt am Dorfteich, steht ein Denkmal, das an die Kriegstoten erinnert. Es wurde 1921 im Gedenken an die 31 Gefallenen des Ersten Weltkriegs errichtet und um 1960 um zwei Seitenflügel erweitert, um etwa 150 weitere Namen von im Zweiten Weltkrieg Getöteten aufzunehmen.[10]
- In der Schmiedestraße liegt am nördlichen Straßenrand ein Findling, der an den ehemaligen Krug (Gasthaus) erinnert.
- Im Zuge der Dorfverschönerung wurde am 20. Mai 2006 zum 30. Altdorffest ein neuer Gedenkstein zwischen Dorfteich und neu entstandenem Teich-Boulevard eingeweiht. Versehen ist der rötliche Granitstein mit dem Arpker Wappen und den beiden Jahreszahlen 1166–2006. Zum 850. Geburtstag der Ortschaft Arpke im Mai 2016 wurden die neuen Jahreszahlen auf dem Gedenkstein zugefügt.
- Nördlich des Ortes entstand am Naturfreundehaus Grafhorn die Rekonstruktion eines Wohnstallhauses aus der Eisenzeit.[11][12] 2015 errichtet, wurde es im August 2016 eingeweiht und dient als Freilichtmuseum.[13]

### Regelmäßige Veranstaltungen
- Alljährlich Ende Mai findet rund um den Dorfteich das nicht-kommerzielle Altdorffest statt. Viele Initiativen, Vereine und Verbände beteiligen sich mit Angeboten daran.
- Das Schützenfest findet jeweils am zweiten Augustwochenende statt. Die teilweise nostalgischen Fahrgeschäfte, darunter ein Kettenkarussell und eine hölzerne Schiffschaukel, die Besucher noch selbst in Bewegung setzen müssen, werden im Waldstück Hainhop platziert. Diese Kombination wird von Besuchern sehr geschätzt. Neben dem Festplatz gehören auch Schützenumzug und Scheibennageln zum Programm.

### Vereine
Schon 1898 wurde der Männergesangverein Arpke von 1898 e. V. in das Vereinsregister Hildesheim eingetragen.
1965 wurde eine Ortsgruppe des Heimatbundes Niedersachsen gegründet, die eine umfassende heimatkundliche Sammlung zusammengetrug. Sie setzte sich für den Erhalt des Bärenhofes (erbaut 1777 nahe dem Dorfteich) ein, renovierte ihn mit großem Engagement und unterhielt dort eine Heimatstube. Zum Ende des Jahres 2018 löste sich die Gruppe nach mehr als 50 Jahren auf.
Ferner gibt es seit 1968 eine Ortsgruppe der Siedlergemeinschaft im Verband Wohneigentum Niedersachsen e. V. mit rund 120 Mitgliedsfamilien (2003).
Seit 2002 betreibt der Arpker Waldzwerge e. V. einen Waldkindergarten im Hainhop.
Fünf Sportvereine bieten in Arpke die Möglichkeit, zahlreiche Sportarten zu trainieren:
- Der Schützenverein Arpke von 1884 e. V. bietet Schießsport.
- Der TSV Germania Arpke von 1911 e. V. ist der drittgrößte Verein der Stadt Lehrte und bietet zahlreiche Sportangebote in den Sparten Turnen, Fußball, Schwimmen, Tennis und Triathlon an. Die Fußballsparte wird seit 2000 durch den Fußball-Förderverein Arpke von 2000 e. V. unterstützt. Der Jugendfußball ist seit 2006 gemeinsam mit den Nachbarvereinen MTV Immensen und TSV 03 Sievershausen in der JSG ISA organisiert.
- 1960 wurde der TTC Arpke e. V. als reiner Tischtennisverein gegründet. 2008 hatte er 152 Mitglieder; davon spielten 105 in 17 Mannschaften bis in der Verbandsliga. Ein gesonderter Förderverein unterstützt seit 1988 die Jugendarbeit.[16]
- Der Arpker Dartverein von 1988 e. V. widmet sich neben den Darts auch dem Jazzdance.
- Der Arpker Voltigier- und Reitverein e. V. bietet die Möglichkeit, dem Reitsport nachzugehen.

Darüber hinaus bieten eine Reithalle und im Sommer das beheizte Waldfreibad weitere Sportmöglichkeit.

## Wirtschaft und Infrastruktur

### Unternehmen
Arpke hat eine lange Tradition als Bauerndorf. Gegenwärtig bestehen neun Vollerwerbsbetriebe, die sich überwiegend auf den Kartoffelanbau spezialisiert haben. Nur zwei der Betriebe betreiben daneben Viehzucht mit Schweinen.
In Arpke bestehen zahlreiche Handwerksbetriebe unterschiedlicher Gewerke. Einige davon sind Betriebe der Buchbinder, Brunnenbau, Dachdeckerei, Gärtnerei, Gartenbau, Maschinenschlosserei für Landgeräte, Sanitär- und Heizungsbau. Etwas südlich und außerhalb des Dorfes lag eine Ziegelei, deren Gelände nach der Stilllegung 1984 in einen kleinen Gewerbepark umgewandelt wurde. In der Nähe des Bahnhofs betreibt ein Futtermittelhersteller ein Versandlager.
Im Ort ist ein größerer Supermarkt mit Postagentur. Darüber hinaus bestehen ein Blumenladen, eine Rechtsanwaltskanzlei und Frisörgeschäfte. Eine genossenschaftliche Bank betreibt eine Geschäftsstelle mit Geldautomat im Ort. Neben einem Pferdezuchtbetrieb gibt es auch noch eine Alpakazucht, die tiergestützte Aktivitäten und Therapien anbietet.
Derzeit gibt es einen niedergelassenen Arzt für Allgemeinmedizin, eine Praxis für Physiotherapie, Heilpraktiker, ein Pflegeheim sowie eine Apotheke.

### Öffentliche Einrichtungen
In Arpke gibt es vier Kindertagesstätten verschiedener Träger sowie einen öffentlichen Jugendtreff in Trägerschaft der Stadt Lehrte. Darüber hinaus verfügt der Ort über eine Grundschule und ein beheiztes Waldfreibad. Die öffentliche Verwaltung wird durch eine Verwaltungsnebenstelle vertreten. Östlich liegt außerhalb des Dorfes seit den 1960ern der kommunale Friedhof.
Die Freiwillige Feuerwehr verfügt direkt am Dorfteich über ein Feuerwehrhaus mit zwei Einsatzfahrzeugen und Räumlichkeiten für die Ausbildung. Der Förderverein der Freiwilligen Feuerwehr Arpke e. V. unterstützt deren Arbeit.

### Verkehr
Arpke liegt an der heutigen Landesstraße 412 zwischen Lehrte-Sievershausen und Lehrte-Immensen. 1996 wurde die Straße, die bis zu diesem Zeitpunkt durch den Dorfkern führte (für ihren Bau war seinerzeit etwa ein Drittel des Dorfteiches zugeschüttet worden), als Umgehungsstraße nördlich und östlich um das Dorf geführt. Das gesamte Dorf wurde in diesem Zuge verkehrsberuhigt; es gilt Tempo 30.
Linienbusse verkehren regelmäßig nach Lehrte und Burgdorf.
Der Bahnhof Immensen-Arpke an der Bahnstrecke Berlin–Lehrte befindet sich im nördlichen Dorfteil an der ehemaligen Durchgangsstraße. Er wurde auf Betreiben der beiden Dörfer zunächst als Güterbahnhof für landwirtschaftliche Produkte gebaut und am 15. August 1893 eingeweiht; erst später kam ein Personenbahnhof hinzu. Inzwischen führt die Schnellfahrstrecke Hannover–Berlin durch den Bahnhof. Im Stundentakt ist der Bahnhof durch Regionalzüge der LInie RE 30 mit Hannover und Wolfsburg verbunden. Der Bahnhof liegt im Tarifgebiet des Großraum-Verkehrs Hannover (GVH). Das alte Bahnhofsgebäude ist mittlerweile ein privates Wohnhaus; der Fahrkartenverkauf wird durch Automaten gewährleistet.
Die Autobahnanschlussstellen Lehrte-Ost und Lehrte-Hämelerwald der A 2 befinden sich in der Nähe.
Der Flughafen Hannover ist etwa 25 Kilometer entfernt. Der zehn Kilometer entfernte Flugplatz Peine-Eddesse wurde im Jahre 2010 geschlossen, so dass keine Möglichkeit mehr besteht, die Region mit einem Privatflugzeug zu erreichen.

## Persönlichkeiten
- Werner Lampe (* 1952), Gewinner nationaler und internationaler Schwimmwettbewerbe und Olympiateilnehmer, wohnhaft in Arpke